# Cynthia Rothrock
Cynthia Ann Christine Rothrock szül. Markowski (tradicionális kínai nyelven: 羅芙洛) (Wilmington, Delaware, 1957. március 8. –) amerikai harcművész és filmszínész. A Rothrock vezetéknevet volt férje, Ernest Rothrock után használja.

## Élete
A család egyetlen gyermekeként született 1957. március 8-án Wilmingtonban, az USA Delaware államában, de Scrantonban, Pennsylvania államban nőtt fel. Egy lánya van, Skylar Sophia Rothrock. 160 centiméter magas. Amerikai és hongkongi kettős állampolgár. Öt különböző harcművészeti stílusból is van mesterfokozata: Tangszudo, Tae Kwon Do, Saskarom Kungfu, Wu Shu, Északi Shaolin Kungfu. Kedvenc fegyvere a horgas végű kard, míg kedvenc mozdulata a skorpiórúgás. Aktív versenyzőként több száz trófeát gyűjtött be, férfi versenyszámokban is nyert.
13 évesen kezdett el karatézni, és természetes tehetségének köszönhetően hamar sikeres versenyző lett. 1982-re ő volt az USA első számú versenyzője fegyver és kata kategóriákban. 1981 és 1985 között minden évben, vagyis ötször is megnyerte a fegyver és kata kategóriát a World Karate Championshipben, amellyel azóta is rekordtartó. Ebben a kategóriában nincs külön férfi és női versenyszám, mivel nem küzdelem-központú, hanem a mozgás kiforrottságán van a hangsúly. Az "Inside Kung Fu" és a "Black Belt" magazinok címlapján is ő volt az első női harcművész. Azon kevesek egyike akik bekerültek a Black Belt Hall of Fame-be és az Inside Kung-Fu Hall of Fame-be. Ő ihlette a nagy sikerű és több folytatást is megért Mortal Kombat című játék Sonya Blade nevű karakterét.
Azon kevés nem ázsiai harcművész-filmsztárok egyike akik Hongkongban is sztárok, és valószínűleg ő volt az első fehér bőrű, női, nem komikus és pozitív hős egy kínai filmben. Az első szerepe egy Kentucky Fried Chicken reklámban volt. 1983-ban, Észak-Karolinában figyelt fel rá a Golden Harvest stúdió egy harcművészeti bemutató közben, de az első filmjét csak 1985-ben készítette el. 1985 és 2004 között közel négy tucat filmben szerepelt. Jelenleg Studio City-ben, Kaliforniában vezet egy harcművészeti klubot és magánórákat ad.

## Filmográfia
| Év   | Cím                                 | Eredeti cím                                | Szerep              |
| ---- | ----------------------------------- | ------------------------------------------ | ------------------- |
| 2004 | Szellemharcosok                     | Sci-Fighter                                | Sally/Fehér Sárkány |
| 2003 |                                     | Redemption                                 | Erin Murphy         |
| 2001 | Soha ne mondd, hogy véged!          | Never Say Die                              | Julie Cosgrove      |
| 2001 |                                     | Outside the Law                            | Julie Cosgrove      |
| 1997 | Éjszakai látomás                    | Night Vision                               | Kristin O'Connor    |
| 1997 | Hazárd megye lordjai: A visszatérés | The Dukes of Hazzard: Reunion!             | Bertha Jo           |
| 1997 | Tigriskarom II. - A visszatérés     | Tiger Claws II                             | Linda Masterson     |
| 1996 | Karate tigris 4. - A Szabadság fiai | Deep Cover                                 | Kate Mason ügynök   |
| 1996 | Szőke igazság                       | Sworn to Justice                           | Janna               |
| 1995 |                                     | Fatal Passion                              | Laurel              |
| 1995 |                                     | Portrait in Red                            | Laurel              |
| 1994 | Nem kapsz el! 2                     | Fast Getaway II                            | Lily                |
| 1994 | Az őrangyal                         | Guardian Angel                             | McKay               |
| 1993 | A legyőzhetetlen                    | Undefeatable                               | Kristi Jones        |
| 1993 | Düh és dicsőség 2.                  | Rage and Honor II                          | Kris Fairchild      |
| 1993 | Ellenállhatatlan erő                | Irresistible Force                         | Charlotte Heller    |
| 1993 | Gyengéd fúria                       | Angel of Fury                              | Susan Morgan        |
| 1992 | Düh és dicsőség                     | Rage and Honor                             | Kris Fairfield      |
| 1992 | A sárkány hölgy bosszúja            | Lady Dragon                                | Kathy Galagher      |
| 1992 | Hármas átverés                      | Angel of Fury                              | Nancy Bolan         |
| 1992 | Kung-fu nővérek                     | Zong heng tian xia                         | Tracy Pride         |
| 1992 | A küzdelem törvénye                 | Martial Law                                | Billie Blake        |
| 1992 | A küzdelem törvénye 2.: Beépülve    | Martial Law II: Undercover                 | Billie Blake        |
| 1992 | Tigriskarom                         | Tiger Claws                                | Linda Masterson     |
| 1991 | China O'Brien 2.                    | China O'Brien II                           | China O'Brien       |
| 1991 | Nem kapsz el!                       | Fast Getaway                               | Lily                |
| 1990 | China O'Brian, a kung-fu lady       | China O'Brien                              | China O'Brien       |
| 1989 | Karate tigris 2. - Villám kezek     | No Retreat, No Surrender 2: Raging Thunder | Terry               |
| 1985 | 24 óra éjfélig                      | 24 Hours to Midnight                       | Devon Grady         |
| 1985 | Ultra force\| Huang jia shi jie     | Carrie Morris felügyelő                    |                     |
|      | Sárkányszemek                       | Eye of the dragon                          |                     |

## Fordítás
- Ez a szócikk részben vagy egészben  a   Cynthia_Rothrock című angol Wikipédia-szócikk fordításán alapul.  Az eredeti cikk szerkesztőit annak laptörténete sorolja fel. Ez a jelzés csupán a megfogalmazás eredetét és a szerzői jogokat jelzi, nem szolgál a cikkben szereplő információk forrásmegjelöléseként.